# Brouwerij Tauras

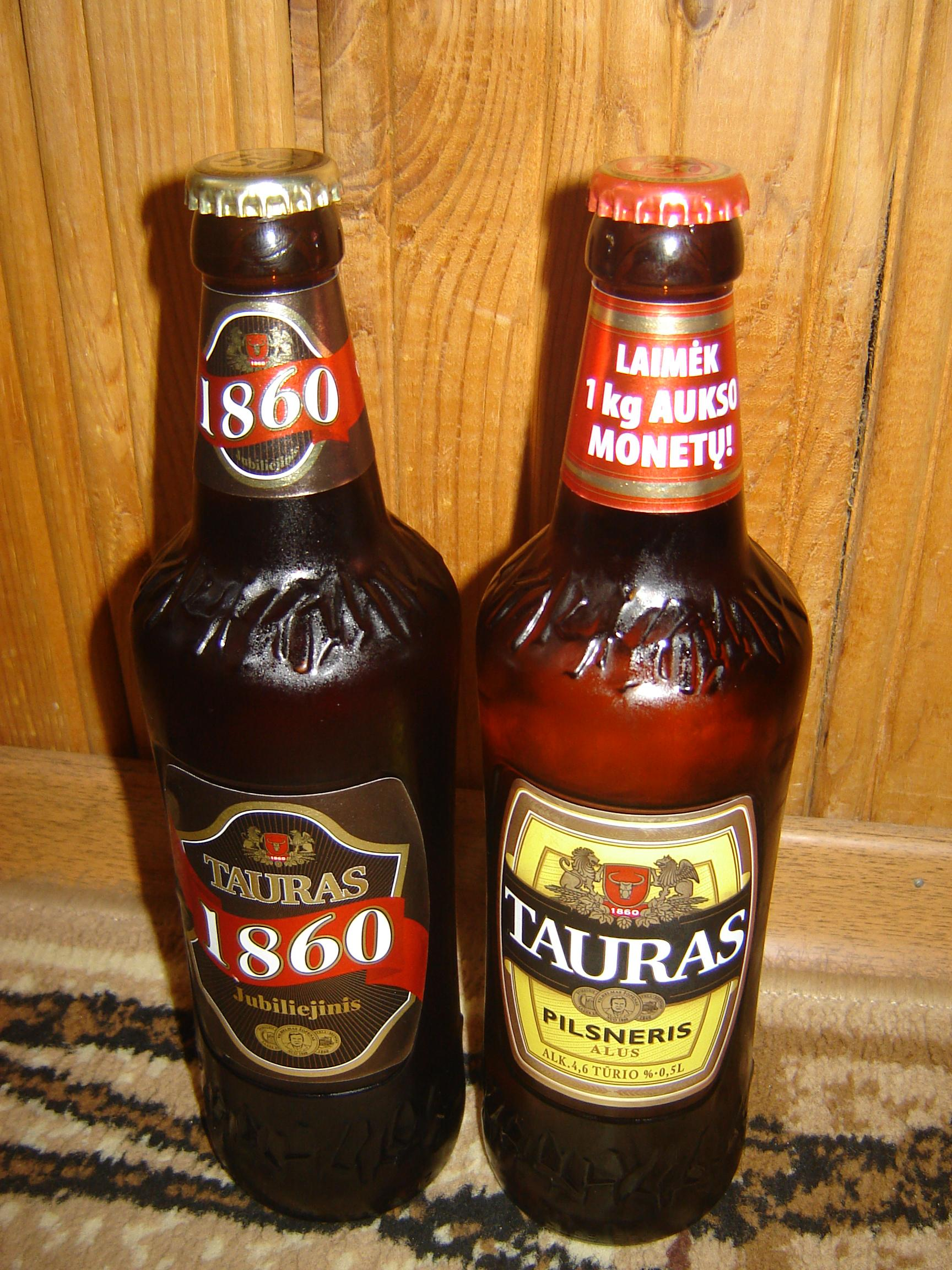
Tauras

Brouwerij Tauras was een Litouwse brouwerij in Vilnius. De brouwerij maakt onderdeel uit van de Kalnapilio - Tauro grupė.

## Geschiedenis
De brouwerij werd opgericht in Vilnius in 1860 ten tijde van het Russisch Keizerrijk door twee lokale Joodse zakenlui Abel Sołowiejczyk en Iser Berg Wolf. In 1866 werd Wilhelm Szopen de officiële eigenaar van de brouwerij die zijn naam kreeg. Begin jaren 1890 had de brouwerij meer dan 50 werknemers en werd er jaarlijks 300.000 vedro bier geproduceerd (1 vedro komt overeen met 12,3 liter). In 1897 kwam de brouwerij in handen van de rijke zakenman Morduch Owsiej Epstein die ook al eigenaar was van een andere brouwerij in Vilnius. De firma werd omgezet in een naamloze vennootschap onder de naam Towarzystwo Akcyjne Browaru Szopen. De brouwerij werd gemoderniseerd en had in 1909 vier elektrische motoren en een dieselmotor, een nieuwigheid in het begin van de twintigste eeuw. Tot de Eerste Wereldoorlog had de brouwerij een monopolie op de lokale biermarkt met een jaarlijks productie van circa 10.000 hectoliter. Ondanks de Grote Depressie vanaf de late jaren 1920, was de productie einde jaren 1930 toegenomen tot 30.000 hectoliter en behoorde de brouwerij tot de vijftien grootste brouwerijen van Polen.
Na de invasie van Polen door nazi-Duitsland in 1939 werd Vilnius terug deel van Litouwen en in 1940 kreeg de brouwerij zijn Litouwse naam Šopen. Later dat jaar werd Litouwen bezet door de Sovjet-Unie en werd de brouwerij genationaliseerd. De brouwerij werd gefuseerd met enkele andere kleine bier- en frisdrankproducenten en verkreeg de huidige naam kort na het einde van de Tweede Wereldoorlog in 1945. Na de val van het communisme en de onafhankelijkheid van Litouwen in 1990 werd de brouwerij opnieuw geprivatiseerd. De brouwerij kwam in 1999 in handen van de Deense brouwerijgroep Royal Unibrew en werd in 2001 samen met brouwerij Kalnapilis gefuseerd tot de brouwerijgroep Kalnapilio – Tauro grupė. In 2005 werd de brouwerij in Vilnius gesloten en de productie overgebracht naar Panevėžys.

## Bieren
- Tauras